# Rózsás Márton
Rózsás Márton (Barcs, 1952. szeptember 18. –) magyar helytörténeti kutató, restaurátor.

## Élete
Szülővárosában nevelkedett, tanulmányait is itt végezte. Eredeti szakmája lakatos, ám diákkora óta a helytörténet állt érdeklődése középpontjában. 1970 és 1977 közt az Építőgépjavító és Gépgyártó Vállalat (ÉPGÉP) Barcsi gyárában, 1977-től 1987-ig a helyi Költségvetési Üzemben, majd  1987. március 1-től nyugdíjba vonulásáig a Dráva Múzeumban dolgozott. 1991-ben múzeumi tárgyrestaurátori képesítést, 2008-ban művelődésszervező diplomát szerzett.

## Munkássága
1967-től foglalkozik Barcs helytörténetével és a környék régészeti lelőhelyeinek feltérképezésével, feltárásával. A barcsi Dráva Múzeum egyik alapítója, majd restaurátora, 2002-2006 között megbízott igazgatója. Állandó résztvevője az 1989-ben megindult barcsi és Barcs környéki ásatásoknak. Számos múzeumi kiállítás rendezője vagy társrendezője, részt vett a Barcs múltja és jelene című állandó kiállítás, majd a csokonyavisontai néprajzi és helytörténeti gyűjtemény kialakításában is. Restaurátorként sokat tett a Dráva Múzeum gyűjteményi anyagának állagmegóvása érdekében. Helytörténeti és régészeti témákban szerzőként vagy társszerzőként számos tanulmányt és cikket publikált.

## Díjak, elismerések
- 1987 „Barcs fejlesztéséért” elismerés
- 1993 „Barcs Városért” elismerés
- 2004 „Régészeti örökség megmentéséért” elismerés[1]
- 2012 Henszlmann Imre-díj[2]
- 2017 Barcs Város Díszpolgára[3]

## Főbb publikációi
- Az idő sodrában (Barcs története dióhéjban, iskolásoknak) Barcs. 1989. 40.
- Adatok a barcsi vegyes céhről In: Gyökerek – Dráva Menti Honismereti Folyóirat 1. 1992. 5–8.
- A barcsi iparosság emlékanyaga a Dráva Múzeum gyűjteményeiben. In: Gyökerek – Dráva Menti Honismereti Folyóirat 1. 1992. 27–29.
- Perembélyeges középkori kerámiatöredékek a Dráva Múzeum gyűjteményéből. In: Gyökerek – Dráva Menti Honismereti Folyóirat 2. 1993. 50–58
- Temetők Barcson. Dráva Menti Füzetek 2. 1993. 1–25.
- Római kori kisfeliratok Barcs-Szilitanyáról. In: Gyökerek – Dráva Menti Honismereti Folyóirat 2. 1993/2. 15–18.
- Adatok Barcs 18–19. századi üveghasználatához. In: Gyökerek – Dráva Menti Honismereti Folyóirat 2(4) 1993. 19–26.
- 125 éves a Pécs–barcsi vasútvonal. Dráva Völgye 1993. 14-15.
- A középkori Valkó templomának régészeti feltárása. Somogyi Múzeumok Közleményei 10. 1994. 95–104. (tsz.: Aradi Csilla)
- A barcsi török palánkvár. Somogyi Múzeumok Közleményei 12. 1996.163–182. (tsz.: dr. Kovács Gyöngyi)
- Késő vaskori ház Barcs-Pusztabarcsról. Somogyi Múzeumok Közleményei 15. 2002. 49–55.
- Török kori őrhely Drávatamási határában. – A hódoltság régészeti kutatása. Bp. 2002. 137–141.
- 18 – 19. századi kerámia és üvegleletek Barcsról. In: Gyökerek. A Dráva Múzeum tanulmánykötete. Barcs, 2004. 61–85.
- Középkori és kora újkori hulladékgödrök Barcs – Pusztabarcsról. In: Gyökerek. A Dráva Múzeum Tanulmánykötete 2006. pp. 11–43.[4]
- Kisebb őrhelyek és erődített templom Barcs környékén. In: „Gondolják, látják az várnak nagy voltát” Nováki Gyula emlékkönyv. Bp. 2006. 247–252.
- „Rablókkali találkozás.” – Juhász Mihály németi plébános feljegyzései Gelencsér Józsiról, a nevezetes somogyi rablóról. In: Somogy Megyei Múzeumok közleményei 18. Szerk. Ábrahám Levente. Kaposvár, 2008. 251-260. (tsz.: Mészáros Ádám)
- A polgári művelődés terei Barcson a 19. század derekától a II. világháborúig. I. rész. In: Gyökerek. A Dráva Múzeum tanulmánykötete. Barcs, 2008. 130–156.
- A polgári művelődés terei Barcson a 19. század derekától a II. világháborúig. II. rész. In: Gyökerek. A Dráva Múzeum tanulmánykötete. Barcs, 2009. 193–221.
- Plasztikus ábrázolások és kultusztárgyak Barcs és környéke őskori lelőhelyeiről. In: Gyökerek. A Dráva Múzeum tanulmánykötete. Barcs, 2010.
- Az élelemtermelés kezdetei Somogy megyében a Kr. e. 7-6. évezred fordulóján (Kalicz Nándor – Molnár Sándor- Rózsás Márton) In: Com Arch Hung 2008. 19-64.
- A barcsi török palánkvár és az újabb magyarországi oszmán-török régészeti kutatások. In: A középkor és a kora újkor régészete Magyarországon. Bp.2010.621-642.(tsz. Kovács Gy.)
- Kora újkori cseréppipák a Dráva vidékéről.  In: Archaeológiai Értesítő 16 (2014) 239-259. (tsz.Kovács Gy.)
- Medieval and Ottoman period (14-17 c.) archaeology in the Drava river region, Hungary. In: Acta Archaeologica Academiae Scientiarum Hungaricae 65 (2014). 155-168. (több szerzővel közösen)
- A Korinek gyűjtemény kora újkori cseréppipái.  In: Egy jobb világot hátrahagyni… Tanulmányok Korinek László professzor tiszteletére. Pécs,2016. 99-103.(tsz. Kovács Gy.)
- Adatok Barcs és környéke középkori vaskohászatához. In: Két világ határán. Tanulmányok a 70. éves Költő László tiszteletére. Kaposvár, 2018. 311-319.
- Castles and settlements in the Drava valley: case studies from the medieval and Ottoman period. (Zatykó Cs.- Kovács Gy.- Rózsás M.) In: Economic-and Ecohistory. Zagreb-Samobor, 2019.5-22.
- A folyami kavics felhasználása barcsi és Barcs környéki őskori telepeken. In: A Kaposvári Rippl-Rónai Múzeum Közleményei 08: 81-86.[5] Kaposvár, 2022.
- Üdvözlet Barcsról - Város a képeslapok tükrében. In: A Kaposvári Rippl-Rónai Múzeum Közleményei 09: 217-226. Kaposvár, 2024.